# لی هو جون (شناگر)
لی هو جون (کره‌ای: 이호준؛ زادهٔ ۱۴ فوریهٔ ۲۰۰۱) ورزشکار ورزش شنا اهل کره جنوبی است.
وی در مسابقات کشوری و بین‌المللی در مجموع برندهٔ ۱ مدال طلا، ۳ مدال نقره، ۲ مدال برنز شده است.